# Jack Livingston (acteur)
Pour les articles homonymes, voir Livingston.
Jack Livingston est un acteur américain né le 29 novembre 1885 à Saint Albans (Vermont) et mort le 27 février 1944 à Los Angeles (Californie).

## Biographie
À 18 ans, il entre à l'université de Chicago pour faire des études de journalisme, mais ne passe pas les examens. Il joue ensuite des seconds rôles au théâtre avant de rejoindre Kinémacolor, puis Selig, puis d'autres sociétés de production de l'époque.

## Filmographie partielle
- 1916 : The American Beauty
- 1917 : Back of the Man de Reginald Barker : Sid Wilson
- 1917 : In Slumberland de Irvin Willat : Patrick McCree
- 1917 : Because of a Woman de Jack Conway : Noel Clavering
- 1917 : Madcap Madge de Raymond B. West : Charles Lunkin
- 1917 : Au pays de l'or (Flying Colors) de Frank Borzage : Capitaine Drake
- 1917 : Ashes of Hope de Walter Edwards : Jim Gordon
- 1917 : La Route de l'honneur (The Dark Road) de Charles Miller : Capitaine James Morrison
- 1917 : La Cité du désespoir (en) (The Desert Man) de William S. Hart : Docteur Howard
- 1917 : The Eyes of the World de Donald Crisp : Aaron King
- 1917 : Wooden Shoes de Raymond B. West : Donald Luther
- 1917 : Ten of Diamonds de Raymond B. West : Warren Kennedy
- 1917 : The Stainless Barrier de Thomas N. Heffron : Calvin Stone
- 1918 : Innocent's Progress de Frank Borzage : Carey Larned
- 1918 : His Enemy, the Law de Raymond Wells : Arthur Mason
- 1918 : Who Is to Blame? de Frank Borzage : Grant Barton
- 1918 : Everywoman's Husband de Gilbert P. Hamilton : Reginald Dunstan
- 1918 : The Cast-Off de Raymond B. West : Guy Henley
- 1918 : The Hard Rock Breed de Raymond Wells : Donald Naughton
- 1918 : The Price of Applause de Thomas N. Heffron : Karl le Barron
- 1918 : Many Happy Returns de Harry J. Edwards
- 1919 : Cowardice Court de William C. Dowlan : Randolph Shaw
- 1920 : Ce crétin de Malec (The Saphead) de Herbert Blaché : George Wainright
- 1920 : The Golden Trail de Lewis H. Moomaw : Dave Langdon
- 1920 : A Tokyo Siren de Norman Dawn : Docteur Niblock
- 1920 : The Misfit Wife de Edmund Mortimer : Bert McBride
- 1921 : Silent Years de Louis J. Gasnier : James Norvall
- 1921 : Judge Her Not de George Edwardes-Hall : Ned Hayes
- 1921 : Wolves of the Range de Constance L. Brinsley
- 1922 : Man's Law and God's de Finis Fox : Bruce MacDonald
- 1923 : The Frame Up de Harry Moody
- 1923 : Scars of Hate de Harry Moody
- 1923 : The Range Patrol de Harry Moody
- 1923 : The Vow of Vengeance de Harry Moody
- 1923 : The Greatest Menace de Albert S. Rogell : Douglas Ferguson
- 1923 : Crashing Courage de Harry Moody : Steve
- 1923 : The Power Divine de William J. Craft et Harry Moody : Bob Harvey
- 1924 : What Three Men Wanted de Paul E. Burns
- 1924 : Beaten de Harry Moody
- 1928 : Crashing Through (en) de Thomas Buckingham